# V480 Близнецов
V480 Близнецов (лат. V480 Geminorum) — двойная затменная переменная звезда типа W Большой Медведицы (EW)* в созвездии Близнецов на расстоянии приблизительно 885 световых лет (около 271 парсек) от Солнца. Видимая звёздная величина звезды — от +14,31m до +13,77m. Орбитальный период — около 0,2144 суток (5,1454 часа).

## Характеристики
Первый компонент — оранжевый карлик спектрального класса K. Масса — около 0,76 солнечной, радиус — около 0,74 солнечного, светимость — около 0,107 солнечной. Эффективная температура — около 3838 К.
Второй компонент — оранжевый карлик спектрального класса K. Масса — около 0,25 солнечной, радиус — около 0,45 солнечного, светимость — около 0,044 солнечной. Эффективная температура — около 3947 К.